# Elispace
 (août 2010).
Si vous disposez d'ouvrages ou d'articles de référence ou si vous connaissez des sites web de qualité traitant du thème abordé ici, merci de compléter l'article en donnant les références utiles à sa vérifiabilité et en les liant à la section « Notes et références ».
L'Elispace est un palais omnisports et une salle de spectacle situé à Beauvais dans l'Oise.

## Présentation

### Situation
L'Elispace se situe à la sortie nord de Beauvais, sur la RN1, en direction d'Amiens par la nationale, à côté de l'aéroport de Beauvais-Tillé; à 5 minutes de la sortie de l'A16 (sortie Beauvais nord) par la rocade nord, direction Amiens, Le Tréport, aéroport de Tillé.

### Histoire
À l'initiative du Maire de Beauvais Walter Amsallem, la décision est prise de construire une salle de spectacle à Beauvais, justifiée par un manque d'infrastructures évènementielles dans la région. Il est inauguré en 1999 par le maire de l´époque, ainsi que par la ministre de la jeunesse et des sports Marie-George Buffet. Le premier concert est donné par Julien Clerc en septembre 1999. C'est à sa forme en ellipse que l'Elispace doit son nom. Il sert d'espace de concert, de centre sportif, et peut également accueillir des réunions, des conférences, des débats et des coktails. Durant l'année 2007, il a accueilli plus de 100 000 visiteurs, en 65 jours d'ouverture.

## Manifestations accueillies

Entrée de l'Elispace

### Formation sport
Le palais des sports était la salle régulière, jusqu'en 2016, du BOUC Volley qui évoluait en Pro A. Elle a également été utilisée pour accueillir le Championnat du monde de handball féminin 2007, les championnats de France de plusieurs disciplines sportives, ou encore une compétition internationale de pétanque : le Trophée L'équipe

### Configuration de la salle

#### Configuration
La salle dispose d'une capacité de 4 400 places dans le cadre d'un concert où les spectateurs sont assis (en gradins) ou debout (en fosse), et d'une capacité de 2 755 places assises dans le cadre d'un événement sportif. 700 personnes peuvent être accueillies pour un repas, 3 000 pour un congrès.
L'Elispace possède plusieurs salles annexes, pour une surface intérieure utile de 2 800 m².

## Parking
L'Elispace possède un parking gratuit de 274 places, de 8 places de bus et de 16 emplacements réservés aux personnes handicapées. Pour certains évènements, deux parkings complémentaires, totalisant 440 places, sont ouverts au public.

## Accès
L'Elispace est desservi par les lignes 4 et 6 du réseau Corolis aux arrêts Elispace – Parc Marcel Dassault et Aquaspace – Parc Marcel Dassault.

## Sources et références
- Site officiel
- Article concernant l'arrivée du nouveau directeur